# Milana Špremo
Milana Špremo (* 26. November 1991) ist eine ehemalige serbische Tennisspielerin.

## Karriere
Špremo, die im Alter von acht Jahren mit dem Tennisspielen begann, bevorzugt laut ITF-Profil Sandplätze. Sie spielt vor allem auf Turnieren des ITF Women’s Circuit, bei denen sie bislang fünf Einzel- und drei Doppeltitel gewonnen hat.
Im Juli 2018 spielte sie ihr bislang letztes Profiturnier und wurde seit Dezember 2018 nicht mehr in den Weltranglisten geführt.

## Turniersiege

### Einzel
| Nr. | Datum           | Turnier    | Kategorie   | Belag | Finalgegnerin      | Ergebnis       |
| --- | --------------- | ---------- | ----------- | ----- | ------------------ | -------------- |
| 1.  | 17. April 2010  | San Severo | ITF $10.000 | Sand  | Erika Zanchetta    | 2:6, 6:3, 7:5  |
| 2.  | 18. August 2013 | Brčko      | ITF $10.000 | Sand  | Martina Kubičíková | 1:6, 7:5, 6:3  |
| 3.  | 21. Juni 2015   | Niš        | ITF $10.000 | Sand  | Chantal Škamlová   | 6:2, 6:4       |
| 4.  | 1. August 2015  | Târgu Jiu  | ITF $10.000 | Sand  | Marine Partaud     | 6:3, 7:5       |
| 5.  | 26. Juni 2016   | Maribor    | ITF $10.000 | Sand  | Manca Pislak       | 7:64, 0:6, 6:2 |

### Doppel
| Nr. | Datum           | Turnier    | Kategorie   | Belag | Partnerin          | Finalgegnerinnen                     | Ergebnis         |
| --- | --------------- | ---------- | ----------- | ----- | ------------------ | ------------------------------------ | ---------------- |
| 1.  | 8. Mai 2009     | Mostar     | ITF $10.000 | Sand  | Indire Akiki       | Kristina Beznaková Barbora Krticková | 6:0, 6:2         |
| 2.  | 25. August 2012 | Pörtschach | ITF $10.000 | Sand  | Angelica Moratelli | Lara Michel Tess Sugnaux             | 1:6, 6:4, [10:4] |
| 3.  | 10. Mai 2013    | Båstad     | ITF $10.000 | Sand  | Cindy Burger       | Ysaline Bonaventure Maria Mokh       | 6:1, 6:4         |